# 아담 빌헬름 몰트케
아담 빌헬름 몰트케(덴마크어: Adam Wilhelm Moltke, 1785년 8월 25일~1864년 2월 25일)는 덴마크의 정치인이다.
덴마크의 총리를 역임한 요아심 고스케 몰트케의 아들이자 덴마크의 외교관인 아담 고틀로브 몰트케의 손자이다. 1848년 3월 22일부터 1852년 1월 27일까지 프레데리크 7세 국왕이 승인한 덴마크 헌법에 의해 신설된 덴마크의 총리를 역임했다. 그 외에 덴마크 재무부 장관 (1848년 3월 22일~1848년 11월 16일), 덴마크 해군부 장관 (1848년 3월 22일~1848년 4월 6일), 덴마크 외무부 장관 (1848년 11월 16일~1850년 8월 6일)을 역임했다.